# Coccoloba gymnorrhachis
Coccoloba gymnorrhachis là một loài thực vật có hoa trong họ Rau răm. Loài này được Sandwith mô tả khoa học đầu tiên năm 1932.